# 5281 Lindstrom
5281 Lindstrom este un asteroid din centura principală de asteroizi.

## Descriere
5281 Lindstrom este un asteroid din centura principală de asteroizi. A fost descoperit pe 6 septembrie 1988 la Cerro Tololo de Schelte J. Bus. Asteroidul prezintă o orbită caracterizată de o semiaxă mare de 3,01 ua, o excentricitate de 0,12 și o înclinație de 11,1° în raport cu ecliptica.